# 환자교육
환자교육은 환자가 다시 일어날 수 있게 병원과 같은 의료 기관들이 실시하는 교육을 일컫는 단어이다.

## 설명
환자교육은 전문 환자가 질병과 함께 자신의 삶을 관리하고 건강과 환자 자신에 맞는 식단을 최적화할 수 있도록 지원하고 가능하게 하기 위해 고안된 계획된 대화형 학습 과제이다. 교육은 적절한 훈련 교육을 받은 모든 의료종사자가 제공할 수 있으며 환자의 의사소통에 대한 교육은 일반적으로 의료 전문가의 교육에 포함된다. 그러나 자기 관리와 행동 변화를 촉진하는 데 필요한 전문 기술을 개발하기 위해서는 추가 교육이 필요하다. 환자교육은 약물 지침과 같은 것들보다 환자를 이해하는데 더 효과적일 수 있다. 많은 기관에서 환자 교육과 그에 따른 이점을 촉진하기 위해 의대생에게 기술 소통을 교육하는 과정을 요구하고 있다. 보건 교육은 관리 의료 플랜에서 사용하는 도구이기도 하며 일반 예방의학 또는 건강 증진 및 질병 또는 상태 관련 교육을 모두 포함할 수 있다. 환자교육 과정에서 제안되는 몇가지 주제에는 TPC(Technical and Professional Communication) 및 RHM(Rhetoric of Health and Medicine)이 포함되어 있어 보건 교육자가 간단하고 문화적으로 민감한 의사 소통 수단을 만들 수 있도록 준비한다. 대한민국에서도 병원에서 환자의 재활을 위한 환자교육을 실시하고 있으며 이는 보건복지부의 방침에 준수한다.

## 같이 보기
- 의학
- 교육